# Ottmarshausen (Neusäß)
Ottmarshausen ist ein Pfarrdorf und Ortsteil der Stadt Neusäß im schwäbischen Landkreis Augsburg in Bayern (Deutschland). Ottmarshausen liegt an der Schmutter.

## Geschichte
Die erste urkundliche Erwähnung stammte aus dem 12. Jahrhundert. Bei den Abbrucharbeiten an der alten Ortskirche St. Vitus konnten 1970 die Reste eines hölzernen Vorgängerbaues aus dem 9. bis. 10. Jahrhundert nachgewiesen werden. 1329 war der Augsburger Bürger und Ritter Hans Langenmantel Besitzer der Kirche und Vogtei von Ottmarshausen, als Lehen der Bischöfe von Augsburg. 1394 erscheint als Eigentümer Hartmann Langenmantel vom Sparren. Letztere Familie übte auch das Präsentationsrecht über die Pfarrei von Ottmarshausen aus. Durch die Ehe von Magdalena Langenmantel mit Hans Walther kam Ottmarshausen an dessen Familie. Anna Walter brachte die Güter Ottmarshausen und Hainhofen ihrem Ehemann, dem Augsburger Kaufmann Ulrich Sulzer zu, darauf erbte sie sein Sohn Georg Sulzer. Über Bernhard Rehlinger gelangte Ottmarshausen an das Augsburger Patriziergeschlecht Herwarth. 1567 verkaufte es Johann Paul Herwarth an Anton Fugger und dieser wiederum um 1600 an die Kaufmannsfamilie Paler. Rosina Paler heiratete Wolfgang Jakob Sulzer, wodurch der Ort wiederum an die Sulzer kam. 1693 nannte sich Leonhard Karl Sulzer auf Achstätten und Ottmarshausen. 1698 wurde mit Konsens des bischöflichen Lehensherren Ottmarshausen von Wolfgang Anton Langenmantel erworben. Der Kaufpreis betrug 26.754 Gulden.
1806 zählte das Dorf ein Schloss, eine Mühle und 53 Feuerstätten. 1858 waren es 65 Häuser, 72 Familien und 314 Einwohner. Zur Pfarrei gehörte die Filiale Hammel. Nach dem Übergang an Bayern fiel 1849 auch das Patrimonialgericht der Freiherren von Langenmantel an den Staat. Das ehemalige Schloss der Langenmantel kaufte 1854 der pensionierte Rittmeister Grandaur.
Ottmarshausen war eine selbstständige Gemeinde und wurde am 1. Mai 1978 im Zuge der Gebietsreform in Bayern nach Neusäß eingegliedert. Die katholische Pfarrei Sankt Vitus in Ottmarshausen gehört zur Pfarreiengemeinschaft Neusäß im Dekanat Augsburg-Land im Bistum Augsburg. Zur Pfarrei gehört auch noch die Ortschaft Hammel.